# Gustavo del Prete
Gustavo Javier „Tuti” del Prete (ur. 12 czerwca 1996 w Cipolletti) – argentyński piłkarz występujący na pozycji cofniętego napastnika, od 2024 roku zawodnik meksykańskiego Atlasu.